# Heinz Günthardt

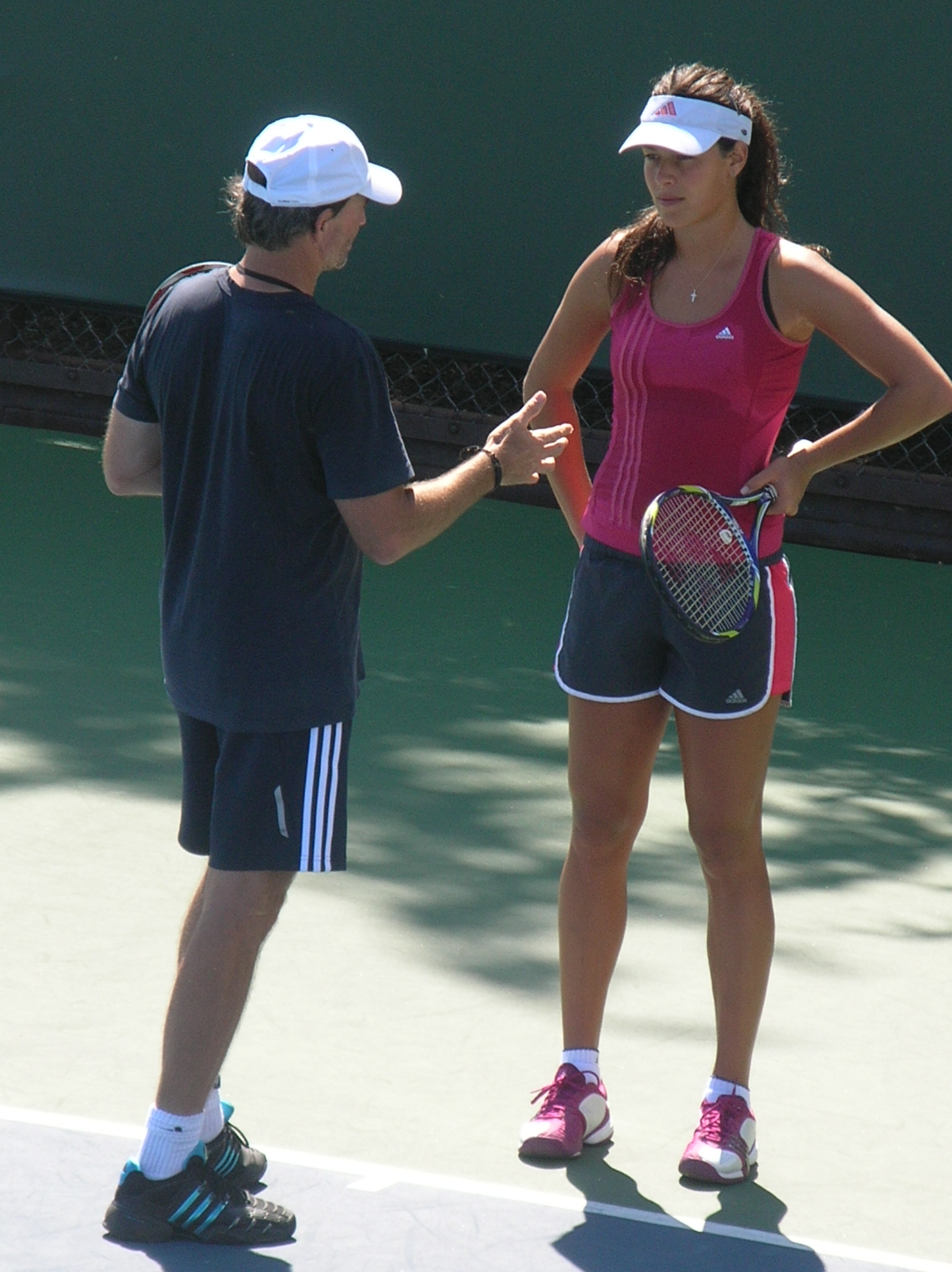
S Ivanovićovou ve Stanfordu

Heinz Peter Günthardt (* 8. února 1959 Curych) je švýcarský tenisový trenér a bývalý profesionální tenista, jenž byl aktivní v sezónách 1976–1990. Praktikoval celodvorcový tenis s technicky vyspělými údery. Ve své kariéře vyhrál na okruzích Grand Prix a World Championship Tennis pět singlových a třicet deblových turnajů. S Maďarem Balázsem Taróczym triumfoval v mužské čtyřhře French Open 1981 a Wimbledonu 1985. Po boku Američanky Martiny Navrátilové pak zvítězil v mixu French Open 1985 a US Open 1985.
Na žebříčku ATP byl ve dvouhře nejvýše klasifikován v dubnu 1986 na 22. místě a ve čtyřhře pak v červenci 1985 na 3. místě. V sezóně 1976 se stal nejlepším juniorem světa a zvítězil na juniorkách French Open a ve Wimbledonu.
Na Springfield International Tennis Classic 1978 vybojoval jako vůbec první hráč z pozice tzv. šťastného poraženého singlový titul v rámci okruhu Grand Prix, když ve finále zdolal nejvýše nasazeného Američana Harolda Solomona po třísetovém průběhu.
Na nejvyšší grandslamové úrovni se ve dvouhře nejdále probojoval do čtvrtfinále Wimbledonu 1985, v němž nestačil na Švéda Anderse Järryda. Stejné fáze dosáhl i na US Open 1985, kde se jeho přemožitelem stal Američan Jimmy Connors. V roce 1980 se kvalifikoval na dallaský World Championship Tennis Finals, kde v úvodním kole dvouhry hladce podlehl Johnu McEnroeovi.
Ve švýcarském daviscupovém týmu debutoval v roce 1975 utkáním 1. kola evropské zóny proti Íránu, v němž prohrál obě dvouhry. Švýcaři přesto zvítězili 3:2 na zápasy. Naposledy se představil v úvodním kole světové skupiny 1990 proti Československu ve Sportovní hale. Čtyřhru po boku Hlaska prohrál s dvojicí Korda a Šrejber. Tenisté „země helvetského kříže“ odjeli poraženi 0:5. V soutěži nastoupil ke třiceti mezistátním utkáním s bilancí 22–16 ve dvouhře a 14–12 ve čtyřhře.
Švýcarsko reprezentoval na Letních olympijských hrách 1988 v Soulu, na kterých se tenis vrátil do rodiny olympijských sportů. Do mužské čtyřhry nastoupil v páru s Jakobem Hlaskem. V prvním kole vyřadili italskou dvojici Omar Camporese a Diego Nargiso, aby poté soutěž opustili po prohře od jugoslávského páru Goran Ivanišević a Slobodan Živojinović.

## Trenérská kariéra
Od roku 1992 trénoval jednu z nejlepších tenistek historie Steffi Grafovou, a to až do jejího ukončení profesionální dráhy v červenci 1999. Krátce také spolupracoval s Jelenou Dokićovou a další olympijskou vítězkou a světovou jedničkou Jennifer Capriatiovou.
Mezi únorem a listopadem 2010 se stal koučem bývalé první hráčky světa Any Ivanovićové ze Srbska. Od ukončení vedení Grafové v roce 1999 netrénoval žádnou hráčku na plný úvazek až do spojení s Ivanovićovou. Ve chvíli zahájení kontraktu Srbka vypadla z elitní světové dvacítky žebříčku WTA. V červenci 2010 klesla až na 65. místo, než před ukončením jeho působení opět vystoupala na 17. příčku. V listopadu 2010 však završili vzájemnou spolupráci, když Švýcar nebyl schopen s tenistkou cestovat po světě a plně se věnovat koučování pro rodinné povinnosti.
Švýcarský tenisový svaz Swiss Tennis jej 1. března 2012 jmenoval nehrajícím kapitánem fedcupového týmu Švýcarska.

## Finále na Grand Slamu

### Mužská čtyřhra: 3 (2–1)
| Stav      | rok  | turnaj      | povrch | spoluhráč      | soupeři ve finále          | výsledek           |
| Vítěz     | 1981 | French Open | antuka | Balázs Taróczy | Terry Moor Eliot Teltscher | 6–2, 7–6, 6–3      |
| Finalista | 1981 | US Open     | tvrdý  | Peter McNamara | Peter Fleming John McEnroe | bez boje           |
| Vítěz     | 1985 | Wimbledon   | tráva  | Balázs Taróczy | Pat Cash John Fitzgerald   | 6–4, 6–3, 4–6, 6–3 |

### Smíšená čtyřhra: 3 (2–1)
| Stav      | rok  | turnaj      | povrch | spoluhráčka         | soupeři ve finále                   | výsledek      |
| Vítěz     | 1985 | French Open | antuka | Martina Navrátilová | Paula Smithová Francisco González   | 2–6, 6–3, 6–2 |
| Vítěz     | 1985 | US Open     | tvrdý  | Martina Navrátilová | Elizabeth Smylieová John Fitzgerald | 6–3, 6–4      |
| Finalista | 1986 | Wimbledon   | tráva  | Martina Navrátilová | Kathy Jordanová Ken Flach           | 3–6, 6–7(9–7) |

## Přehled finále

### Dvouhra: 9 (5–4)
| Stav      | č. | rok  | turnaj                              | povrch    | soupeř ve finále | výsledek           |
| --------- | -- | ---- | ----------------------------------- | --------- | ---------------- | ------------------ |
| Vítěz     | 1. | 1978 | Springfield, Spojené státy          | koberec   | Harold Solomon   | 6–3, 3–6, 6–2      |
| Vítěz     | 2. | 1980 | Rotterdam, Nizozemsko               | koberec   | Gene Mayer       | 6–2, 6–4           |
| Vítěz     | 3. | 1980 | Johannesburg, Jihoafrická republika | tvrdý     | Victor Amaya     | 6–4, 6–4           |
| Vítěz     | 4. | 1980 | Gstaad, Švýcarsko                   | antuka    | Kim Warwick      | 4–6, 6–4, 7–6      |
| Finalista | 1. | 1981 | Hilversum, Nizozemsko               | antuka    | Balázs Taróczy   | 3–6, 7–6, 4–6      |
| Finalista | 2. | 1982 | Zell Am See, Rakousko               | antuka    | José Luis Clerc  | 0–6, 6–3, 2–6, 1–6 |
| Finalista | 3. | 1983 | Stuttgart, Německo                  | antuka    | José Higueras    | 1–6, 1–6, 6–7      |
| Vítěz     | 5. | 1983 | Toulouse, Francie                   | tvrdý (h) | Pablo Arraya     | 6–0, 6–2           |
| Finalista | 4. | 1984 | Toulouse, Francie                   | tvrdý (h) | Mark Dickson     | 6–7, 4–6           |

### Čtyřhra: 59 (30–29)
| Stav      | č.  | rok  | turnaj                                  | povrch    | spoluhráč         | soupeři ve finále                  | výsledek                |
| --------- | --- | ---- | --------------------------------------- | --------- | ----------------- | ---------------------------------- | ----------------------- |
| Finalista | 1.  | 1978 | Toronto, Kanada                         | antuka    | Colin Dowdeswell  | Wojciech Fibak Tom Okker           | 3–6, 6–7                |
| Finalista | 2.  | 1979 | Rotterdam, Nizozemsko                   | koberec   | Bernard Mitton    | Peter Fleming John McEnroe         | 4–6, 4–6                |
| Vítěz     | 1.  | 1979 | Johannesburg, Jihoafrická republika     | tvrdý     | Colin Dowdeswell  | Raymond Moore Ilie Năstase         | 6–3, 7–6                |
| Vítěz     | 2.  | 1979 | Båstad, Švédsko                         | antuka    | Bob Hewitt        | Mark Edmondson John Marks          | 6–2, 6–2                |
| Vítěz     | 3.  | 1979 | Kitzbühel, Rakousko                     | antuka    | Željko Franulović | Dick Crealy Antonio Zugarelli      | 6–2, 6–4                |
| Finalista | 3.  | 1979 | Toronto, Kanada                         | tvrdý     | Bob Hewitt        | Peter Fleming John McEnroe         | 7–6, 6–7, 1–6           |
| Finalista | 4.  | 1979 | Kolín n. Rýnem, Německo                 | tvrdý (h) | Pavel Složil      | Gene Mayer Stan Smith              | 3–6, 4–6                |
| Finalista | 5.  | 1980 | Denver, Spojené státy                   | koberec   | Wojciech Fibak    | Kevin Curren Steve Denton          | 5–7, 2–6                |
| Finalista | 6.  | 1980 | Johannesburg, Jihoafrická republika     | tvrdý     | Colin Dowdeswell  | Bob Hewitt Frew McMillan           | 4–6, 3–6                |
| Vítěz     | 4.  | 1980 | Mnichov, Německo                        | antuka    | Bob Hewitt        | David Carter Chris Lewis           | 7–6, 6–1                |
| Vítěz     | 5.  | 1980 | Båstad, Švédsko                         | antuka    | Markus Günthardt  | John Feaver Peter McNamara         | 6–4, 6–4                |
| Finalista | 7.  | 1980 | Toronto, Kanada                         | tvrdý     | Sandy Mayer       | Bruce Manson Brian Teacher         | 3–6, 6–3, 4–6           |
| Finalista | 8.  | 1980 | Ženeva, Švýcarsko                       | antuka    | Markus Günthardt  | Željko Franulović Balázs Taróczy   | 4–6, 6–4, 4–6           |
| Finalista | 9.  | 1980 | Vídeň, Rakousko                         | tvrdý (h) | Pavel Složil      | Robert Lutz Stan Smith             | 1–6, 2–6                |
| Vítěz     | 6.  | 1980 | Stockholm, Švédsko                      | koberec   | Paul McNamee      | Robert Lutz Stan Smith             | 6–7, 6–3, 6–2           |
| Finalista | 10. | 1980 | Johannesburg, Jihoafrická republika     | tvrdý     | Paul McNamee      | Robert Lutz Stan Smith             | 7–6, 3–6, 4–6           |
| Vítěz     | 7.  | 1981 | Monte-Carlo, Monako                     | antuka    | Balázs Taróczy    | Pavel Složil Tomáš Šmíd            | 6–3, 6–3                |
| Vítěz     | 8.  | 1981 | French Open, Paříž, Francie             | antuka    | Balázs Taróczy    | Terry Moor Eliot Teltscher         | 6–2, 7–6, 6–3           |
| Vítěz     | 9.  | 1981 | Gstaad, Švýcarsko                       | antuka    | Markus Günthardt  | David Carter Paul Kronk            | 6–4, 6–1                |
| Vítěz     | 10. | 1981 | Hilversum, Nizozemsko                   | antuka    | Balázs Taróczy    | Raymond Moore Andrew Pattison      | 6–0, 6–2                |
| Vítěz     | 11. | 1981 | North Conway, Spojené státy             | antuka    | Peter McNamara    | Pavel Složil Ferdi Taygan          | 7–5, 6–4                |
| Finalista | 11. | 1981 | US Open, New York, Spojené státy        | tvrdý     | Peter McNamara    | Peter Fleming John McEnroe         | bez boje                |
| Vítěz     | 12. | 1981 | Sawgrass, Spojené státy                 | antuka    | Peter McNamara    | Robert Lutz Stan Smith             | 7–6, 3–6, 7–6, 5–7, 6–4 |
| Vítěz     | 13. | 1981 | Ženeva, Švýcarsko                       | antuka    | Balázs Taróczy    | Pavel Složil Tomáš Šmíd            | 6–4, 3–6, 6–2           |
| Finalista | 12. | 1981 | Madrid, Španělsko                       | antuka    | Tomáš Šmíd        | Hans Gildemeister Andrés Gómez     | 4–6, 6–3, 3–6           |
| Vítěz     | 14. | 1981 | Tokio, Japonsko                         | antuka    | Balázs Taróczy    | Larry Stefanki Robert Van't Hof    | 3–6, 6–2, 6–1           |
| Finalista | 13. | 1981 | Tokio, Japonsko                         | koberec   | Balázs Taróczy    | Victor Amaya Hank Pfister          | 4–6, 2–6                |
| Vítěz     | 15. | 1982 | Masters WCT, Londýn, Spojené království | koberec   | Balázs Taróczy    | Kevin Curren Steve Denton          | 6–7, 6–3, 7–5, 6–4      |
| Finalista | 14. | 1982 | Káhira, Egypt                           | antuka    | Markus Günthardt  | Drew Gitlin Jim Gurfein            | 4–6, 5–7                |
| Vítěz     | 16. | 1982 | Milán, Itálie                           | koberec   | Peter McNamara    | Mark Edmondson Sherwood Stewart    | 7–6, 7–6                |
| Finalista | 15. | 1982 | Madrid, Španělsko                       | antuka    | Balázs Taróczy    | Pavel Složil Tomáš Šmíd            | 1–6, 6–3, 7–9           |
| Vítěz     | 17. | 1982 | Řím, Itálie                             | antuka    | Balázs Taróczy    | Wojciech Fibak John Fitzgerald     | 6–4, 4–6, 6–3           |
| Finalista | 16. | 1982 | Gstaad, Švýcarsko                       | antuka    | Markus Günthardt  | Sandy Mayer Ferdi Taygan           | 2–6, 3–6                |
| Finalista | 17. | 1982 | Hilversum, Nizozemsko                   | antuka    | Balázs Taróczy    | Jan Kodeš Tomáš Šmíd               | 6–7, 4–6                |
| Finalista | 18. | 1982 | Wembley, Spojené království             | koberec   | Tomáš Šmíd        | Peter Fleming John McEnroe         | 6–7, 4–6                |
| Vítěz     | 18. | 1983 | Masters WCT, Londýn, Spojené království | koberec   | Balázs Taróczy    | Brian Gottfried Raúl Ramírez       | 6–3, 7–5, 7–6           |
| Vítěz     | 19. | 1983 | Brusel, Belgie                          | koberec   | Balázs Taróczy    | Hans Simonsson Mats Wilander       | 6–2, 6–4                |
| Finalista | 19. | 1983 | Mnichov, Německo                        | koberec   | Balázs Taróczy    | Kevin Curren Steve Denton          | 5–7, 6–2, 1–6           |
| Vítěz     | 20. | 1983 | Monte-Carlo, Monako                     | antuka    | Balázs Taróczy    | Henri Leconte Yannick Noah         | 6–2, 6–4                |
| Finalista | 20. | 1983 | Bournemouth, Spojené království         | antuka    | Balázs Taróczy    | Tomáš Šmíd Sherwood Stewart        | 6–7, 5–7                |
| Vítěz     | 21. | 1983 | Madrid, Španělsko                       | antuka    | Pavel Složil      | Markus Günthardt Zoltan Kuharszky  | 6–3, 6–3                |
| Vítěz     | 22. | 1983 | Hamburk, Německo                        | antuka    | Balázs Taróczy    | Mark Edmondson Brian Gottfried     | 7–6, 4–6, 6–4           |
| Vítěz     | 23. | 1983 | Hilversum, Nizozemsko                   | antuka    | Balázs Taróczy    | Jan Kodeš Tomáš Šmíd               | 3–6, 6–2, 6–3           |
| Vítěz     | 24. | 1983 | Toulouse, Francie                       | tvrdý (h) | Pavel Složil      | Bernard Mitton Butch Walts         | 5–7, 7–5, 6–4           |
| Finalista | 21. | 1984 | Memphis, Spojené státy                  | koberec   | Tomáš Šmíd        | Fritz Buehning Peter Fleming       | 5–7, 6–7                |
| Finalista | 22. | 1984 | Hamburk, Německo                        | antuka    | Balázs Taróczy    | Stefan Edberg Anders Järryd        | 3–6, 1–6                |
| Vítěz     | 25. | 1984 | Gstaad, Švýcarsko                       | antuka    | Markus Günthardt  | Givaldo Barbosa João Soares        | 6–4, 3–6, 7–6           |
| Finalista | 23. | 1984 | Indianapolis, Spojené státy             | antuka    | Balázs Taróczy    | Ken Flach Robert Seguso            | 6–7, 5–7                |
| Finalista | 24. | 1984 | Víden, Rakousko                         | tvrdý (h) | Balázs Taróczy    | Wojciech Fibak Sandy Mayer         | 4–6, 4–6                |
| Finalista | 25. | 1985 | Masters WCT, Londýn, Spojené království | koberec   | Balázs Taróczy    | Ken Flach Robert Seguso            | 3–6, 6–3, 3–6, 0–6      |
| Vítěz     | 26. | 1985 | La Quinta, Spojené státy                | tvrdý     | Balázs Taróczy    | Ken Flach Robert Seguso            | 3–6, 7–6, 6–3           |
| Vítěz     | 27. | 1985 | Milán, Itálie                           | koberec   | Anders Järryd     | Broderick Dyke Wally Masur         | 6–2, 6–1                |
| Finalista | 26. | 1985 | Hamburk, Německo                        | antuka    | Balázs Taróczy    | Hans Gildemeister Andrés Gómez     | 6–1, 6–7, 4–6           |
| Vítěz     | 28. | 1985 | Wimbledon, Londýn, Spojené království   | tráva     | Balázs Taróczy    | Pat Cash John Fitzgerald           | 6–4, 6–3, 4–6, 6–3      |
| Vítěz     | 29. | 1986 | Masters WCT, Londýn, Spojené království | koberec   | Balázs Taróczy    | Paul Annacone Christo van Rensburg | 6–4, 1–6, 7–6, 6–7, 6–4 |
| Vítěz     | 30. | 1986 | Kitzbühel, Rakousko                     | antuka    | Tomáš Šmíd        | Hans Gildemeister Andrés Gómez     | 4–6, 6–3, 7–6           |
| Finalista | 27. | 1988 | Nice, Francie                           | antuka    | Diego Nargiso     | Guy Forget Henri Leconte           | 6–4, 3–6, 4–6           |
| Finalista | 28. | 1989 | Milán, Itálie                           | koberec   | Balázs Taróczy    | Jakob Hlasek John McEnroe          | 3–6, 4–6                |
| Finalista | 29. | 1989 | Nice, Francie                           | antuka    | Balázs Taróczy    | Ricki Osterthun Udo Riglewski      | 6–7, 7–6, 1–6           |